# 2010-es magyar nemzeti tanácsi választás
2010. június 6-án került sor először a Magyar Nemzeti Tanács (MNT) közvetlen megválasztására Szerbiában.

## Háttér
2009. augusztus 31-én Szerbia parlamentje törvényt fogadott el, mely szerint a többségi nemzeten kívül az országban élő többi népcsoport saját önkormányzatot hozhat létre. Az önkormányzatok a kulturális autonómia megvalósulását jelentik, ami kiterjed a kisebbségi oktatás, a művelődés, a tájékoztatás és a nyelvhasználat területére.
2010. június 6-án kisebbségi nemzeti tanácsi választásokat tartottak Szerbiában. Tizenhat népcsoport közössége – köztük a magyar – közvetlen módon választhatta meg képviselőit, háromnál pedig ún. elektori, vagyis közvetett szavazás volt. A szerbiai magyarok lélekszáma a 2002-es népszámlálási adatok szerint 293 299 fő volt, így a magyaroknak 117 320 aláírást kellett összegyűjteniük a közvetlen választáshoz. A magyar névjegyzékhez szükséges aláírásgyűjtést elsősorban a Vajdasági Magyar Szövetség (VMSZ) végezte. A Vajdasági Magyarok Demokratikus Közössége (VMDK) és a Vajdasági Magyar Demokrata Párt (VMDP) nem vett részt a nemzeti tanácsi választásokon.
A választói névjegyzékbe feliratkozott magyar polgárok végül öt lista közül választhattak, miután a „Magyarok Magyarokért lista” visszalépésre kényszerült, mert nem sikerült összegyűjtenie az induláshoz szükséges aláírásokat.

## Választási rendszer
A választás egy fordulós, listás, arányos rendszerű. Bejutási küszöb nincs. Összesen 35 mandátumot osztottak ki, melyek négy évre szóltak.

## Eredmények
| 2010-es magyar nemzeti tanácsi választás                                                                                           | 2010-es magyar nemzeti tanácsi választás | 2010-es magyar nemzeti tanácsi választás | 2010-es magyar nemzeti tanácsi választás | 2010-es magyar nemzeti tanácsi választás |
| --- | ---------------------------------------- | ---------------------------------------- | ---------------------------------------- | ---------------------------------------- |
| Választásra jogosultak száma | 138 660                                  | 100%                                     |                                          |                                          |
| Szavazatok | Száma                                    | Aránya (%)                               |                                          |                                          |
| Összes leadott szavazat | 76 900                                   | 55,46 (100%)                             |                                          |                                          |
| – ebből érvénytelen | 613                                      | 0,80                                     |                                          |                                          |
| – ebből érvényes | 76 287                                   | 99,20                                    |                                          |                                          |
| Listák - Támogató pártok, szervezetek                                                                                              | Szavazatok                               | Szavazatok                               | Mandátumok                               | Mandátumok                               |
| Listák - Támogató pártok, szervezetek                                                                                              | Száma                                    | Aránya (%)                               | Száma                                    | Aránya (%)                               |
| Magyar Összefogás lista - Vajdasági Magyar Szövetség (VMSZ)                                                                        | 58 900                                   | 77,21                                    | 28                                       | 80                                       |
| Vajdasági Magyarként Európába – dr. Csengeri Attila lista - Demokrata Párt (DS) - Humentis civil szervezet                         | 10 176                                   | 13,34                                    | 4                                        | 11,43                                    |
| Kézfogás a Magyarságért – Polgári Mozgalom – Bunyik Zoltán és Rácz Szabó László lista - Kézfogás a Magyarságért – Polgári Mozgalom | 2 569                                    | 3,37                                     | 1                                        | 2,86                                     |
| Magyar Liga – dr. Murényi Tibor lista - Vajdasági Szociáldemokrata Liga (LSV)                                                      | 2 528                                    | 3,31                                     | 1                                        | 2,86                                     |
| Magyar Remény Mozgalom – László Bálint lista                                                                                       | 2 114                                    | 2,77                                     | 1                                        | 2,86                                     |
| Összesen | 76 287                                   | 100                                      | 35                                       | 100                                      |

A választásokon sok kisebb szabálytalanság történt. A VMSZ listája elsöprő győzelmet aratott.

## Megválasztott képviselők
Az új MNT 2010. július 1-jén alakult meg ünnepélyesen Szabadkán.
Tagok:
| Magyar Összefogás | Vajdasági Magyarként Európába                                                  | Kézfogás a Magyarságért – Polgári Mozgalom | Magyar Liga  | Magyar Remény Mozgalom |
| --- | ------------------------------------------------------------------------------ | ------------------------------------------ | ------------ | ---------------------- |
| - Bojtos Irén - Csernik Árpád - Dr. Csete Szemesi István - Th. Mgr. Dolinszky Árpád - Dudás Dianna - Hajnal Jenő - Mgr. Horváth Endre - Jerasz Anikó - Joó Horti Lívia - Dr. Káich Katalin - Kiss Tóth Erika - Ifj. dr. Korhecz Tamás - Kovács Frigyes - Ifj. Lengyel László - Linka B. Gabriella - Mérges Sándor - Mészáros László - Náray Éva - Svd dr. Német László - Dr. Ózer Ágnes - Dr. Ricz György - Saláta Zoltán - Dr. Sarnyai Zoltán - Sárosi Gabriella - Siflis Zoltán - Valka Károly - Dr. Várady Tibor - Zsoldos Ferenc | - Borsos Csilla - Dr. Csengeri Attila - Hadzsy János - Muškinja Heinrich Anikó | - Rácz Szabó László                        | - Vass Tibor | - László Bálint        |

Az MNT elnöke ifj. dr. Korhecz Tamás lett, alelnökök Borsos Csilla magiszter és dr. Zsoldos Ferenc lettek.